# Церковь Гавайев
Церковь Гавайев (Гавайская реформистская католическая церковь) — официальная церковь королевства Гавайев в 1862—1893 годах, входила в Англиканское сообщество.

## История

### Ранняя история
Первый священник, Хьюаева прибыл на Гавайи в 1821 году. Он был пресвитерианцем. Англиканские миссионеры Тиерман и Беннет прибыли из Таити в 1822 году. Для гавайского языка была изобретена письменность на латинице. Библия и книги с молитвами были переведены на гавайский язык. Местных жителей учили читать на изобретённой для гавайского языка письменности. В 1829 году король Гавайев Камеамеа III принимал участие в религиозной жизни королевства. Для этого он пригласил священников из католической церкви. Но они подверглись суровым штрафам. В 1839 году священники из католической церкви предъявили несколько требований к правительству Гавайского королевства: 
- Свобода вероисповедания.
- Освобождение всех лиц, подвергшихся тюремному заключению за свои религиозные принципы.
- Депозит в размере 20000 долларов США.
- Участок земли для строительства церкви в Гонолулу.

### Создание

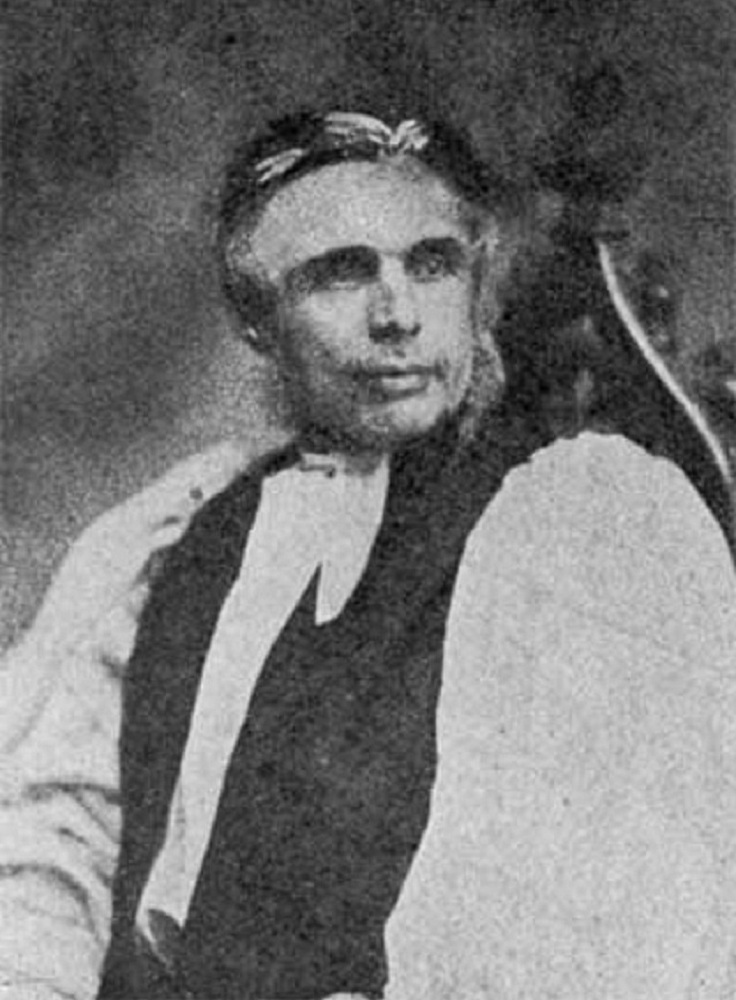
Первый епископ Томас Нетлшип Стэйли

Будучи молодым принцем Гавайского королевства, Камеамеа IV посетил в 1849 году Лондон, столицу Великобритании, где был впечатлён пышностью церемоний англиканской церкви по сравнению с простотой обрядов, проводимых американскими миссионерами, которые воспитывали его в детстве. У его супруги, королевы-консорта Эммы, был дед-англичанин, сама она воспитывалась в доме британского врача, исповедовавшего англиканство. Свадебная церемония, прошедшая в 1856 году, включала англиканские молитвы и обряды, но была проведена священником-конгрегационалистом.
В 1859 году королева Эмма написала письмо британской королеве Виктории, с просьбой прислать священника на Гавайские острова из англиканской церкви. Королевский министр иностранных дел Роберт Крайтон Уайли, также обратился с такой просьбой через свои дипломатические контакты. В 1860 году религиозный деятель Церкви Англии Сэмюэл Уилберфорс предложил расширить миссию, чтобы включить епископа, который мог бы организовать новый приход. Уильям Ингрэхэм Кип из Американской епископальной церкви в Калифорнии также поддержал эту идею, но Гражданская война в США помешала этому. Идея была одобрена архиепископом Кентерберийским Джоном Бёрдом Самнером и британским министром иностранных дел лордом Джоном Расселом. Первым епископом церкви Гавайев был назначен Томас Нетлшип Стэйли, 15 декабря 1861 года.
Отправка  Томаса Стэйли на Гавайи вызвала трения с Американским советом уполномоченных по иностранным делам ещё до его прибытия в 1862 году, назначение епископа вызвало сопротивление со стороны конгрегационалистов, которые выступали против любой религиозной иерархии. Руфус Андерсон из Американского совета стал жёстким критиком, обвинив Стэйли в ритуализме. Официально выбранное название «Гавайская реформистская католическая церковь» вызвало критику как «папизм». После смерти Камеамеа IV была проведена сложная похоронная служба, сравнимая с Папской торжественной мессой.

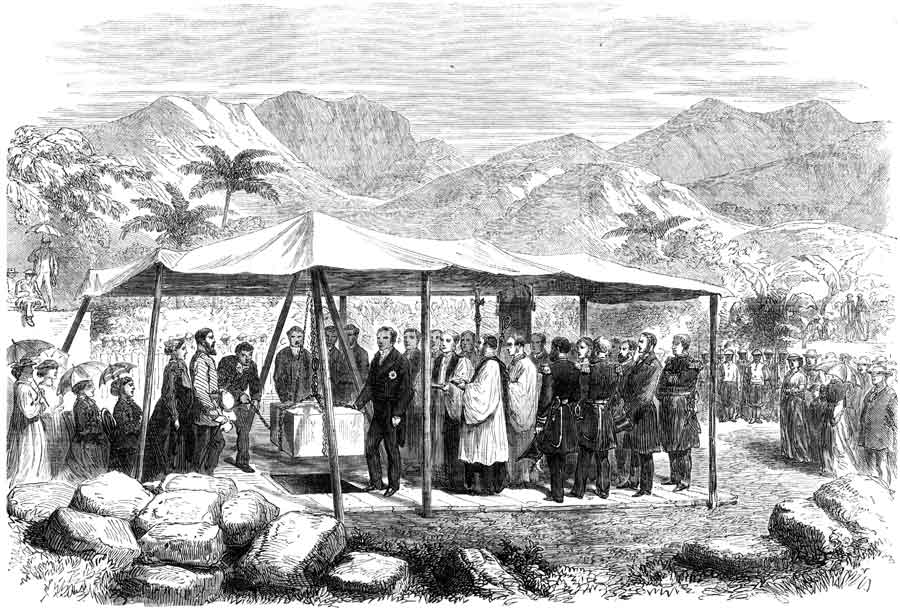
Краегульный камень в основании Собора Святого Андрея

Гавайская церковь стала официальной церковью королевства, земля была пожертвована из личных королевских владений, а не из государственных земель. Королева Эмма была крещена, следующим крестился Давид Калакауа, который впоследствии стал королём. Был построен королевский мавзолей с часовней, которая контрастировала с простыми неприкрытыми кладбищами, предпочитаемыми ранними миссионерами. Началось празднование Рождества и Страстной пятницы. Камеамеа IV умер в день святого Андрея, первый собор, построенный на Гавайах его братом, новым королём Камеамеа V, был назван Андреевским собором. Краеугольный камень в основание собора был заложен в 1867 году, и Андреевский собор стал официальной резиденцией епископа. Также две связанные школы: школа приюта Святого Андрея для девочек и школа для мальчиков, названная в честь святого Альбана, которая стала частью школы «Иолани». На Стэйли напали даже американские писатели (среди которых Марк Твен), которых он назвал «пуританами».

### Роспуск и создание епархии
После свержения монархии в 1893 году и создания Временного правительства Гавайев и дальнейшей аннексии США, Гавайская церковь была упразднена и стала епархией Гавайских островов, так как территориальная юрисдикция была передана епископальной церкви США.
Первоначально миссионерский район включал Гавайские острова, Гуам, Окинаву, Тайвань и Кваджалейн. С 1969 года епархия состоит только из штата Гавайи.
28 ноября епархия ежегодно празднует день короля Камеамеа IV и королевы Эммы Гавайской. Этот день считается праздником святых государей.
В 2016 году преподобный Моки Хино и Дикси Каэцу сняли фильм под названием «Пулама». Хино и Каэцу отправлялись на крупные острова Гавайского архипелага, чтобы взять интервью у местных жителей. В фильме люди рассказывают о королевской паре, их влиянии, о влиянии которое они имеют до сих пор. 
На сегодняшний день епархия состоит из 37 общин на пяти островах. Около половины общин находятся на острове Оаху. Другие общины расположены на островах Кауаи, Мауи, Молокаи, и Гавайи.
Епископом Гавайской епархии с 10 марта 2007 года является Роберт Фитцпатрик.

## Празднование 150-летия
В 2012 году Гавайская церковь отметила своё 150-летие. На каждом крупном гавайском острове праздник отмечался праздником Евхаристии, фестивалем Гранд-Луалу, танцами, вечерами театра и музыки.
Ярким событием празднования стал показ 40-минутного исторического фильма «Благодать и красота: 150 лет Епископальной Гавайской церкви» режиссёра Эмми Стефано Кастильо. Фильм рассказывает об истории церкви, её первом епископе Томасе Стэйли. Гости были приглашены на множество запланированных мероприятий: церемония открытия, ярмарка, развлечения в парке королевы Эммы. Заключительным событием празднования стал ужин с председательствующим епископом.